# Medasina maculata
Medasina maculata är en fjärilsart som beskrevs av W. Warren 1899. Medasina maculata ingår i släktet Medasina och familjen mätare. Inga underarter finns listade i Catalogue of Life.